# Edward Thomas O’Meara
Edward Thomas O’Meara (* 3. August 1921 in St. Louis, Missouri, USA; † 10. Januar 1992) war ein US-amerikanischer Geistlicher und römisch-katholischer Erzbischof von Indianapolis.

## Leben
Edward Thomas O’Meara empfing am 21. Dezember 1946 das Sakrament der Priesterweihe.
Am 28. Januar 1972 ernannte ihn Papst Paul VI. zum Titularbischof von Thisiduo und zum Weihbischof in Saint Louis. Der Papst persönlich spendete ihm am 13. Februar desselben Jahres die Bischofsweihe; Mitkonsekratoren waren der Erzbischof von Utrecht, Bernard Jan Kardinal Alfrink, und der Erzbischof von Armagh, William John Kardinal Conway.
Am 21. November 1979 ernannte ihn Papst Johannes Paul II. zum Erzbischof von Indianapolis.